# Лоран, Поль

Поль Лоран (фр. Paul Laurent; 1 мая 1925, Женелар, Сона и Луара — 8 июля 1990, Сен-Клу) — французский политический, государственный и партийный деятель.
В 1945 году вступил в ряды компартии Франции. Там он значительно продвигался по карьерной лестнице в 1954 году стал членом ЦК, в 1964 году членом политбюро, а в 1983 году членом секретариата партии, эти должности он занимал до смерти. С 1955 по 1962 год возглавлял движение молодых коммунистов Франции.
С 1967 по 1968 год и с 1973 по 1981 был депутатом Нацсобрания.
С 1976 по 1985 год член комитета по реформированию компартии в период руководства над ней Жоржа Марше.
Поль Лоран является отцом журналиста Пьер Лорана, который возглавил компартию в 2010 году.
В честь Поля Лорана названа улица в XIX округе Парижа.